# Тополовец (община Ружинци)
Вижте пояснителната страница за други значения на Тополовец.
За другото българско село Тополовец вижте Тополовец (община Кула).
Тополо̀вец е село в Северозападна България. То се намира в община Ружинци, област Видин.

## География
Село Тополовец е разположено на река Лом, на 17 km североизточно от Ружинци и на 23 km югозападно от град Лом.

## Население
Преброяване на населението през 2011 г.
Численост и дял на етническите групи според преброяването на населението през 2011 г.:
|                     | Численост | Дял (в %) |
| Общо                | 217       | 100,00    |
| Българи             | 214       | 98,61     |
| Турци               | 0         | 0,00      |
| Цигани              | 0         | 0,00      |
| Други               | 0         | 0,00      |
| Не се самоопределят | 0         | 0,00      |
| Неотговорили        | 0         | 0,00      |

## Редовни събития
Съборът на селото се провежда на 1 май.